# Dennard (Arkansas)
Dennard è un census-designated place (CDP) degli Stati Uniti d'America, situato in Arkansas, nella contea di Van Buren. Secondo il censimento del 2020 gli abitanti di Dennard ammontavano a 496.